# Lục Tây Tinh
Lục Tây Tinh (tiếng Trung: 陸西星; 1520 - 1606), tự Trường Canh (长庚), hiệu Tiềm Hư (潜虚), có hiệu khác là Phương Hồ Ngoại Sử (方壶外史), người huyện Hưng Hóa, Trực Lệ. Nhân sĩ Đạo giáo thời kỳ nhà Minh, người sáng lập phái Đạo giáo nội đan Đông phái.
Lúc thiếu thời Lục học theo đạo Nho, đậu Tú tài. Sau đó 9 lần đều trượt thi Hương, Lục bèn bỏ Nho giáo, theo học Đạo giáo, tự xưng được Lữ Động Tân truyền thụ kỳ Đan pháp bí quyết. Lúc về già lại học Phật tham Thiền.
Lục Tây Tinh chủ tu pháp Nội đan, đề xướng "Tính mệnh song tu". Các sáng tác gồm Phương Hồ ngoại sử, Nam Hoa phụ mặc, Đạo duyên hồi lục, Tân Ông tự ký,v.v... Theo khảo cứu của các học giả cận đại, xác minh tiểu thuyết Phong thần diễn nghĩa là do Lục Tây Tinh sở tác. Tương truyền Lục Tây Tinh vì phải lo chi phí làm của hồi môn cho con gái xuất giá, nên đã chọn viết Phong Thần diễn nghĩa rồi bán cho lái buôn sách Hứa Trọng Lâm, không ngờ khi phát hành sách bán rất chạy thu được số tiền lớn.
Lục Tây Tinh tuy được tôn xưng là Tổ sư Đạo giáo nội đan Đông phái, nhưng chưa chính thức xuất gia làm Đạo sĩ. 